# Le Superbe Étranger
Pour plus de détails, voir Fiche technique et Distribution.
Le Superbe Étranger (Ruf der Wälder) est un film autrichien réalisé par Franz Antel sorti en 1965.
Il s'agit d'une adaptation moderne de la nouvelle Krambambuli de Marie von Ebner-Eschenbach.

## Synopsis
Le vieux braconnier Gustl Wegrainer raconte l'histoire qu'il a vécue avec son vieux chien Bella : le chiot errait dans une grande ville et est adopté par un Italien, Marcello Scalzi, qui l'appelle Bella Piccolina. Mais le chien met le serrurier en conflit avec ses collègues. Une bagarre éclate, Marcello est viré.
L'ingénieur Prachner cherche un serrurier pour la centrale de Kaprun. Marcello se rend avec Bella à Kaprun. Les villageois le méprisent. Kubesch, un autre ouvrier, le déteste et croit qu'il va se comporter comme un Don Juan. L'employée de banque Angelika Hirt tombe amoureuse de Marcello ; ils forment un couple. Le jeune ouvrier Bernd Hellwig, qui vient de commencer de travailler avec Marcello, est aussi amoureux d'Angelika. Lorsque les travailleurs de la centrale se retrouvent isolés par une tempête de neige, Marcello décide de rejoindre le village, mais il a un accident. Bella court et ramène des sauveteurs - Bernd fait marcher Marcello en l'appuyant sur lui.
La passion entre Marcello et Angelika est plus forte. Alors que Bernd accepte la relation, Prachner a des doutes, car Marcello ne supporterait pas la grande ville. Kubesch veut se débarrasser de Marcello et monte un cambriolage dans la banque avec son complice Felix. Bella les surprend et se fait agresser par Felix qui est alpagué par Marcello. Felix meurt dans la bagarre. Kubesch déclenche une alarme. Marcello est arrêté pour tentative de cambriolage et homicide involontaire, il est condamné à deux ans de prison.
Angelika s'installe à Vienne et travaille comme employée de bureau. Elle écrit régulièrement à Marcello. Un jour, elle reçoit le visite de Tina qui prétend être la fiancée de Marcello. À Kaprun, Bernd a le respect de Mathias. Bernd persuade Angelika de revenir à Kaprun où elle sera bien reçue.
Marcello parvient à s'évader. Il court à Kaprun et est accueilli par Gustl Wegrainer. Il veut revoir Angelika qui refuse de l'accompagner dans sa cavale. Elle lui révèle ce qu'elle sait de sa fiancée. Quand Mathias et Bernd apparaissent au chalet avec Bella à la recherche de Marcello, il prend la fuite avec une arme. On pense qu'il est parti pour l'Italie. Mathias et Bernd pensent que Bella a reniflé une piste. Au moment où ils tombent sur Marcello, il les menace avec son pistolet, mais Mathias lui tire dessus.
Marcello est enterré à Kaprun, Bella se réveille sur sa tombe. Gustl conclut son récit. Avec Bella, il rend visite à Bernd et Angelika, qui se sont mis en couple. En voyant Bella, Angelika est nostalgique.

## Fiche technique
- Titre original : Ruf der Wälder (litt. « L'Appel des forêts »)
- Titre français : Le Superbe Étranger ou Trinita, le superbe étranger ou Le Magnifique Émigrant ou Le Bon, la brute et le chien[1]
- Réalisation : Franz Antel assisté d'Otto Stenzel
- Scénario : Kurt Nachmann
- Musique : Johannes Fehring
- Direction artistique : Otto Pischinger
- Costumes : Rudolf Ullmann, Leopoldine Franke
- Photographie : Siegfried Hold
- Son : Franz Harrer
- Montage : Hermine Diethelm
- Production : Carl Szokoll
- Sociétés de production : Neue Delta, Wiener Stadthalle
- Société de distribution : Nora-Filmverleih
- Pays d'origine :  Autriche
- Langue : allemand
- Format : Couleurs - 2,35:1 - Mono - 35 mm
- Genre : Film dramatique
- Durée : 85 minutes
- Dates de sortie :
  -  Allemagne : 1er octobre 1965.
  -  France : 15 octobre 1975[1].

## Distribution
- Mario Girotti : Marcello Scalzi
- Johanna Matz : Angelika Hirt
- Hans-Jürgen Bäumler : Bernd Helwig
- Gerhard Riedmann (de) : Mathias
- Paul Hörbiger : Gustl Wegrainer
- Rudolf Prack : Prachner, l'ingénieur
- Ellen Farner : Petra
- Rolf Olsen : Kubesch
- Judith Dornys : Tina
- Franz Muxeneder : Pepi Nindl
- Raoul Retzer : Zingerl
- Eva Kinsky (de) : Lucie
- Erich Padalewski : Felix
- Elisabeth Stiepl : Hofrätin

## Source de la traduction
- (de) Cet article est partiellement ou en totalité issu de l’article de Wikipédia en allemand intitulé « Ruf der Wälder » (voir la liste des auteurs).

### Autres adaptations
- Krambambuli, film allemand réalisé par Karl Köstlin sorti en 1940.
- Pays de mes amours (Heimatland), film allemand réalisé par Franz Antel sorti en 1955.
- Sie nannten ihn Krambambuli, film germano-autrichien réalisé par Franz Antel sorti en 1972.